# Eparchia di Čistopol'

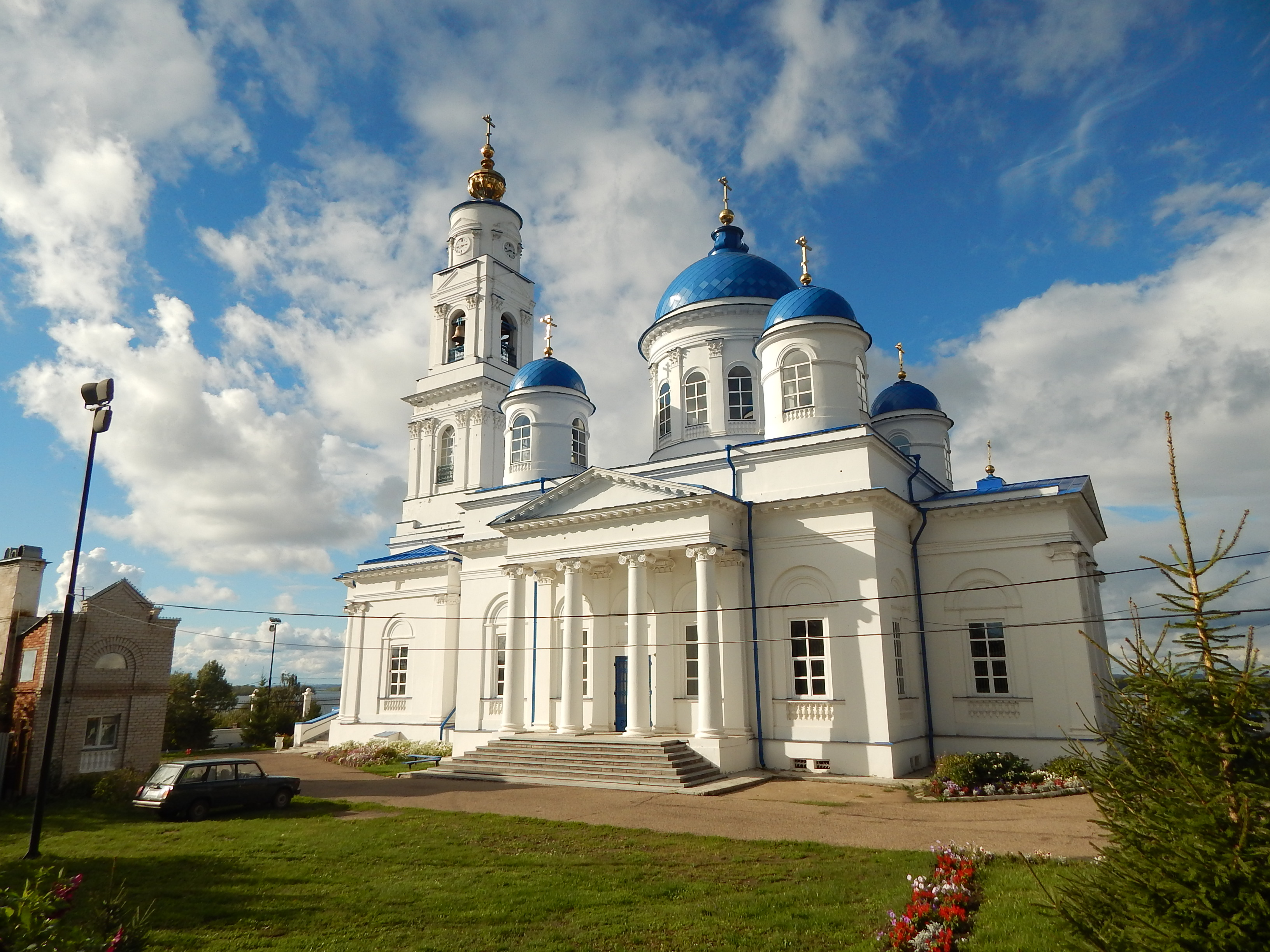
La cattedrale di San Nicola di Čistopol'.

L'eparchia di Čistopol' (in russo Чистопольская епархия?) è una diocesi della Chiesa ortodossa russa, appartenente alla metropolia del Tatarstan.

## Territorio
L'eparchia comprende i rajon Aksubaevskij, Al'keevskij, Alekseevskij, Nižnekamskij, Novošešminskij, Nurlatskij, Spasskij, Čeremšanskij e Čistopol'skij nella repubblica del Tatarstan.
Sede eparchiale è la città di Čistopol', dove si trova la cattedrale di San Nicola.
L'eparca ha il titolo ufficiale di «eparca di Čistopol' e Nižnekamsk».

## Storia
L'eparchia è stata eretta dal Santo Sinodo della Chiesa ortodossa russa il 6 giugno 2012 e contestualmente è entrata a far parte della metropolia del Tatarstan.